# إزرائيل كيز
إزرائيل كيز (7 يناير 1978 - 2 ديسمبر 2012)، هو قاتل متسلسل أمريكي، شارك في مجموعة واسعة من الجنايات بما في ذلك القتل المتسلسل، والسطو على البنوك، والحرق العمد، والاختطاف، والجرائم الجنسية. قتل كيز ما لا يقل عن ثلاثة أشخاص، ويشتبه في أنه متورط بقتل ما بين 11 و 20 شخصًا، امتدت فورة كييز الإجرامية من يوليو 2001 إلى فبراير 2012، حيث ارتكب العديد من عمليات السطو المسلح والحرق العمد والاغتصاب والسطو في جميع أنحاء الولايات المتحدة.
أثناء انتظار المحاكمة، انتحر كييز بقطع معصميه وشنق نفسه. الأدلة التي تركها في زنزانته - بما في ذلك رسالة انتحار، ورسومات لإحدى عشرة جمجمة، ورسم للإله بافوميت، ونقش "كوروزال" على جدار الزنزانة (جميعها مكتوبة أو ملطخة بدماء كييز) - قادت مكتب التحقيقات الفيدرالي إلى الاعتقاد بأن كيز قتل ما لا يقل عن أحد عشر ضحية في المجموع. اعترف كييز بارتكاب جرائم عنيفة في وقت مبكر من عام 1996، بما في ذلك الاعتداء الجنسي على فتاة مراهقة في ولاية أوريغون، استمر في جرائمه حتى القبض عليه في عام 2012.